# Ліський повіт (1854—1940)
Ліський повіт (нім. Bezirk Lisko; пол. powiat liski), від 4 березня 1931 Лєський повіт (пол. powiat leski) — історична адміністративно-територіальна одиниця у складі Королівства Галичини і Володимирії, ЗУНРу, Польщі та СРСР. Центром повіту було м. Лісько.

## У складі Австро-Угорщини
Провісник пізнішого повіту Судовий повіт Перемишль (адміністративно-судовий орган влади) був створений наприкінці 1850 р. Повітова судова виконавча влада підпорядковувалась утвореному того ж року апеляційному суду у Львові (за підпорядкованістю до якого повіти вважались належними до Східної Галичини на противагу апеляційному суду у Кракові як критерію належності до Західної Галичини).
Сам Перемишльський повіт як орган адміністративної влади після проголошення в 1854 р. був створений 29 вересня 1855 р. (паралельно до наявного судового повіту) у складі округу Перемишль.
Після скасування окружних відомств наприкінці жовтня 1865 р. їх компетенція перейшла до повітових управлінь. За розпорядженням міністерства внутрішніх справ Австро-Угорщини 23 січня 1867 року під час адміністративної реформи місцевого самоврядування збільшені повіти, зокрема до частини попереднього Ліського повіту (з 18 самоврядних громад-гмін) приєднані повіт Балигород (з 62 гмін, повіт Лютовиська (з 24 гмін), повіт Устрики Дольні (з 39 гмін), 8 гмін повіту Добромиль (Оберсдорф, Смольниця, Волиця, Рудавка, Нанова, Штейнфельс, Стебник та Смеречна з Принценталем) та 1 гміна повіту Березів (Вороблик Королівський). Однак у повіті існували чотири окремі судові округи (повіти) — Лісько, Балигород, Лютовиська й Устрики Дольні.
Перемишльський повіт за переписом 1910 р. налічував 159 гмін (самоврядні громади) і 146 фільварків та займав площу 1832 км². В 1900 році населення становило 95 362 особи, в 1910 році — 98 462 особи. Більшість населення були українцями-грекокатоликами (69 %), євреї становили близько 14 % населення.

## У складіЗУНР
Головою Повітової УНРади був обраний о. Василій Мисик, парох у Ваньковій. Українцям до 18 листопада 1918 р. вдавалося утримувати владу в місті Ліську. Після втрати Ліська владу утримували на теренах сіл повіту до 23 січня 1919 р. Для цього були призначені повітові комісари по судових округах: Судовий округ Балигород — повітовий комісар нотаріус Теодозій Будзиновський, Судовий округ Лютовиська — повітовий комісар суддя Йосафат Рубинович, його змінив суддя Михайло Присташ, потім був Антін Старух, селянин із Бережниці (УНДП). Делегатом до УНРади від повіту був обраний Антін Старух.
Повіт входив до Львівської військової області ЗУНР.

## Під польською окупацією
У 1920 р. був включений до новоутвореного Львівського воєводства.

## Зміни адміністративного поділу
1 серпня 1934 р. здійснено новий поділ на сільські ґміни внаслідок об'єднання дотогочасних (збережених від Австро-Угорщини) ґмін, які позначали громаду села. Новоутворені ґміни відповідали волості — об'єднували громади кількох сіл або (в дуже рідкісних випадках) обмежувались єдиним дуже великим селом.
Станом на 1934 рік:

### Сільські ґміни

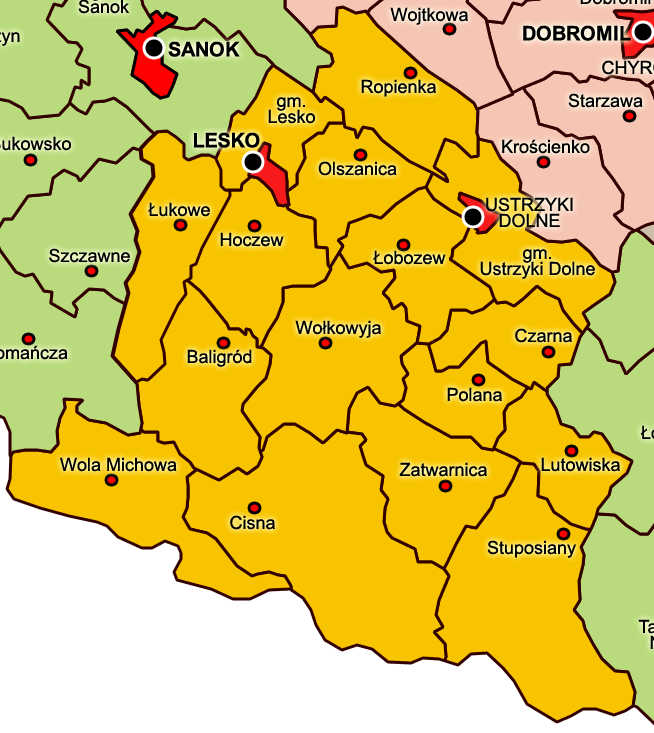
Ліський повіт

- Ґміна Балигород
- Ґміна Тісна
- Ґміна Чорна
- Ґміна Гочев
- Ґміна Лісько
- Ґміна Літовищі
- Ґміна Лобізва
- Ґміна Лукове
- Ґміна Вільшаниця
- Ґміна Поляна
- Ґміна Ропєнка
- Ґміна Ступосяни
- Ґміна Устрики-Долішні
- Ґміна Воля Мигова
- Ґміна Вовковия
- Ґміна Затварниця

### Міста
- Лісько
- Устрики-Долішні

## СРСР
У середині вересня 1939 року німці окупували територію повіту, однак вже 26 вересня 1939 року мусіли відступити за Сян, оскільки за пактом Ріббентропа — Молотова правобережжя Сяну належало до радянської зони впливу. 27 листопада 1939 року постановою Верховної Ради УРСР правобережна частина Сяніцького повіту в ході утворення Дрогобицької області включена до Ліського повіту. 17 січня 1940 року підрадянська територія повіту поділена на райони:
- Ліськівський — з міської ґміни Лісько і сільських ґмін Лісько, Вільшаниця, Ропєнка та правобережних сіл Сяніцького повіту;
- Нижньо-Устрицький — з міської ґміни Устрики-Долішні і сільських ґмін Устрики-Долішні, Лобізва, Чорна, Поляна, Літовищі та правобережні частини ґмін Вовковия, Затварниця і Ступосяни.

У червні 1941 року, з початком Радянсько-німецької війни, територія знову була окупована німцями. У липні 1944 року радянські війська заволоділи цією територією. У березні 1945 року, в рамках підготовки до підписання Радянсько-польського договору про державний кордон територію зі складу Дрогобицької області передано Польщі.

## Населення
У 1907 році українці-грекокатолики становили 71 % населення повіту.
У 1939 році в повіті проживало 124 780 мешканців (92 245 україномовних українців-грекокатоликів (73,97 %) і 810 польськомовних українців-грекокатоликів 0,65 %), 6105 українців-латинників (4,89 %), 13 910 поляків (11,15 %), 50 польських колоністів міжвоєнного періоду (0,04 %), 10 995 євреїв (8,81 %) і 665 німців та інших національностей (0,53 %)).
Публіковані польським урядом цифри про національний склад повіту за результатами перепису 1931 року (з 111 575 населення ніби-то було аж 31 840 (28,54 %) поляків при 70 346 (63,05 %) українців, 8 475 (7,6 %) євреїв і 547 (0,49 %) німців) суперечать даним, отриманим від місцевих жителів (див. вище) та пропорціям за допольськими (австрійськими 1907 року) та післяпольськими (радянськими 1940 і німецькими 1942) звітами.